# Marc Raisière
Marc Raisière (né le 13 février 1963 à Namur) est président du comité de direction (CEO) de Belfius Banque & Assurances. 

## Formation
En 1985, il obtient une licence en sciences mathématiques à l'Université Catholique de Louvain. En 1987, il obtient une licence en sciences actuarielles à l'Université Catholique de Louvain.
Il suit ensuite diverses formations, notamment le Marketing à l'Insead de Fontainebleau (France) et à l'International Institute for Management Development (IMD) à Lausanne (Suisse), ainsi que le Risk Management, également à l'International Institute for Management Development (IMD) à Lausanne.

## Parcours

### Axa
En 1999, Marc Raisière quitte Fortis AG pour Axa Belgique où il devient membre du comité exécutif d'Axa Belgique et membre du comité de direction d'Axa Banque Belgique. Entre 2009 à 2012, il est membre du comité exécutif d'Axa France et devient directeur général d'Axa France Solutions,. Dans le courant de 2009, lors d'une réorganisation d'Axa France,, il devient responsable de la supervision d'Axa Banque et Axa Wealth Management.
Le 29 mai 2012, Axa annonce que Marc Raisière quitte le groupe.

### Belfius
Le 5 juin 2012, Belfius annonce que Marc Raisière remplace Guy Roelandt en tant que CEO de Belfius Insurance. Il est nommé membre du comité de direction avec effet immédiat.
Le 1er janvier 2014, Marc Raisière remplace Jos Clijsters en tant que CEO de Belfius,. Il cumulera la présidence du comité de direction de Belfius Banque et de Belfius Insurance jusqu'au 1er juin 2014, date à laquelle Eric Kleijnen le remplacera à la tête de Belfius Insurance.
Jos Clijsters, quant à lui, devient président du conseil d'administration de Belfius Banque & Assurances au 1er janvier 2014.

### Autres
Marc Raisière est membre du comité exécutif d'Assuralia, l'Union Professionnelle des entreprises d'assurances belges.